# 比利亚韦尔德德里奥哈
比利亚韦尔德德里奥哈，是西班牙拉里奥哈自治区的一个市镇。总面积6平方公里，总人口98人（2001年），人口密度16人/平方公里。